# Phyllastrephus baumanni
Phyllastrephus baumanni é uma espécie de ave da família Pycnonotidae.
Pode ser encontrada nos seguintes países: Costa do Marfim, Gana, Libéria, Nigéria, Serra Leoa e Togo.
Os seus habitats naturais são: florestas subtropicais ou tropicais húmidas de baixa altitude e savanas húmidas.